# Алпско скијање на Зимским олимпијским играма 2014.
Такмичења у алпском скијању на Зимским олимпијским играма 2014 ће бити одржана у зимовалишту Роса Хутор близу Красне Пољане у Краснодарском крају. Алпски скијаши ће се такмичити у десет дисциплина, по пет у обе конкуренције, које су на програму од 9. до 22. фебруара 2014.

## Распоред такмичења
Распоред такмичења у свих десет дисциплина.
По локално времену
| Датум       | Време | Дисциплина                    |
| ----------- | ----- | ----------------------------- |
| 9. фебруар  | 11:00 | Спуст за мушкарце             |
| 10. фебруар | 11:00 | Супер комбинација за жене     |
| 10. фебруар | 15:00 | Супер комбинација за жене     |
| 12. фебруар | 11:00 | Спуст за жене                 |
| 14. фебруар | 11:00 | Супер комбинација за мушкарце |
| 14. фебруар | 15:30 | Супер комбинација за мушкарце |
| 15. фебруар | 11:00 | Супервелеслалом за жене       |
| 16. фебруар | 11:00 | Супервелеслалом за мушкарце   |
| 18. фебруар | 11:00 | Велеслалом за жене            |
| 18. фебруар | 14:30 | Велеслалом за жене            |
| 19. фебруар | 11:00 | Велеслалом за мушкарце        |
| 19. фебруар | 14:30 | Велеслалом за мушкарце        |
| 21. фебруар | 16:45 | Слалом за жене                |
| 21. фебруар | 19:00 | Слалом за жене                |
| 22. фебруар | 16:45 | Слалом за мушкарце            |
| 22. фебруар | 20:15 | Слалом за мушкарце            |

## Освајачи медаља

### Мушкарци
| Дисциплина       | Злато                      | Злато   | Сребро                      | Сребро  | Бронза                                | Бронза  |
| Спуст            | Матијас Мајер · Аустрија   | 2:06,23 | Кристоф Инерхофер · Италија | 2:06,29 | Ћетил Јансруд · Норвешка              | 2:06,33 |
| Супервелеслалом  | Ћетил Јансруд · Норвешка   | 1:18,14 | Ендру Вајбрект · САД        | 1:18,44 | Јан Худец · Канада · Боди Милер · САД | 1:18,67 |
| Велеслалом       | Тед Лигети · САД           | 2:45,29 | Стив Мисилије · Француска   | 2:45,77 | Алекси Пентиро · Француска            | 2:45,93 |
| Слалом           | Марио Мат · Аустрија       | 1:41,84 | Марсел Хиршер · Аустрија    | 1:42,12 | Хенрик Кристоферсен · Норвешка        | 1:42,67 |
| Суперкомбинација | Сандро Вилета · Швајцарска | 2:45,20 | Ивица Костелић · Хрватска   | 2:45,54 | Кристоф Инерхофер · Италија           | 2:45,67 |

### Жене
| Дисциплина       | Злато                                              | Злато   | Сребро                    | Сребро  | Бронза                         | Бронза  |
| Спуст            | Тина Мазе · Словенија · Доминик Гизин · Швајцарска | 1:41,57 | -                         |         | Лара Гут · Швајцарска          | 1:41,67 |
| Супервелеслалом  | Ана Фенингер · Аустрија                            | 1:25,52 | Марија Хефл-Риш · Немачка | 1:26,07 | Никол Хосп · Аустрија          | 1:26,18 |
| Велеслалом       | Тина Мазе · Словенија                              | 2:36,87 | Ана Фенингер · Аустрија   | 2:36,94 | Викторија Ребензбург · Немачка | 2:37,14 |
| Слалом           | Микејла Шифрин · САД                               | 1:44,54 | Марлис Шилд · Аустрија    | 1:45,07 | Катрин Цетел · Аустрија        | 1:45,35 |
| Суперкомбинација | Марија Хефл-Риш · Немачка                          | 2:34,62 | Никол Хосп · Аустрија     | 2:35,02 | Џулија Манкусо · САД           | 2:35,15 |

### Биланс медаља
| Ранг | Земља                     | Злато | Сребро | Бронза | Укупно |
| ---- | ------------------------- | ----- | ------ | ------ | ------ |
| 1.   | Аустрија                  | 3     | 4      | 2      | 9      |
| 2.   | Сједињене Америчке Државе | 2     | 1      | 2      | 5      |
| 3.   | Швајцарска                | 2     | 0      | 1      | 3      |
| 4.   | Словенија                 | 2     | 0      | 0      | 2      |
| 5.   | Немачка                   | 1     | 1      | 1      | 3      |
| 6.   | Норвешка                  | 1     | 0      | 2      | 3      |
| 7.   | Француска                 | 0     | 1      | 1      | 2      |
| 7.   | Италија                   | 0     | 1      | 1      | 2      |
| 9.   | Хрватска                  | 0     | 1      | 0      | 1      |
| 10.  | Канада                    | 0     | 0      | 1      | 1      |
|      | Укупно                    | 11    | 9      | 11     | 31     |